# الصاق قلم
الصاق یا جاسازی قلم (فونت) عبارت است از گنجاندن پرونده های قلم (فونت) در یک سند الکترونیکی. جاسازی فونت موضوع بحث برانگیزی است زیرا بدین روش فونت های دارای مجوز نشر بدون مجوز امکان انتشار دارند.

## تاریخچه
جاسازی قلم در قالب هایی مثل پی‌دی‌اف، مایکروسافت ورد در سکوی  ویندوز و برخی برنامه های کاربردی دیگر سال هاست که پشتیبانی می شود. لیبره‌آفیس از نسخه 4.1 به بعد در برنامه های لیبره‌آفیس رایتر، 
لیبره‌آفیس سالاس و لیبره‌آفیس ایمپرس از جاسازی قلم  پشتیبانی می کند.

## واژه پردازها
مایکروسافت ورد نسخه ویندوز از نسخه ورد 97 امکان جاسازی فونت در برخی از قالب‌های سند (مانند .doc یا rtf.)  را به کابران داده است. اما این قابلیت در برخی از نسخه های مایکروسافت ورد به درستی کار نمی کند. 
لیبره‌آفیس از نسخه 4.1  به بعد از جاسازی قلم پشتیبانی می کند. این ویژگی به برنامه های پردازشگر کلمه لیبره‌آفیس رایتر، برنامه صفحه گسترده لیبره‌آفیس سالاس و برنامه لیبره‌آفیس ایمپرس افزوده شده است. 
هر دوی OpenOffice.org و لیبره‌آفیس از جاسازی قلم در خروجی گرفتن با قالب PDF پشتیبانی می کنند. 
جاسازی قلم در پردازشگرهای کلمه به طور گسترده پشتیبانی نمی شود.   برای مثال، اگر یک فایل RTF با قلم های تعبیه‌شده در واژه‌پرداز دیگری غیر از مایکروسافت ورد باز شود، معمولاً قلم های تعبیه‌شده را حذف می‌کند.

## در محیط تارنمای جهانی
در حال حاضر، اینترنت اکسپلورر ، فایرفاکس ، سافاری ، اپرا و گوگل کروم از دانلود خودکار فونت های استفاده شده در یک وب سایت با استفاده از CSS2 یا CSS3 پشتیبانی می کنند.

## جنجال
جاسازی قلم یک موضوع بحث برانگیز است زیرا اجازه می دهد فونت های دارای حق چاپ، بدون در نظر گرفتن قانین مربوطه و آزادانه توزیع شوند. تنها با قرار دادن کاراکترهای مورد نیاز برای مشاهده سند (زیر مجموعه سازی) می توان به بخشی از این اعترضات پاسخ داد. این کار اضافه کردن کاراکترهای استفاده نشده به سند را محدود می کند.
به دلیل احتمال نقض حق نسخه برداری، مایکروسافت اینترنت اکسپلورر فقط فونت های جاسازی شده ای را مجاز می داند که شامل حفاظت های مدیریت حقوق دیجیتال (DRM) باشد. 